# Gmina Bychawa
Die Gmina Bychawa [bɨˈxava] ist eine Stadt-und-Land-Gemeinde im Powiat Lubelski der Woiwodschaft Lublin in Polen. Ihr Sitz ist die gleichnamige Stadt mit etwa 5000 Einwohnern.

## Geographie
Die Gemeinde liegt etwa 20 Kilometer südlich der Woiwodschaftshauptstadt Lublin. Sie hat eine Fläche von 146,2 km².

## Geschichte
Von 1956 bis 1975 war der Ort Sitz des Powiat Bychawski. Zwei Jahre später erhielt der Ort wieder das Stadtrecht verliehen.

### Partnerschaften
- La Chapelle-sur-Erdre (Frankreich), seit 2000.

## Gliederung
Zur Stadt-und-Land-Gemeinde (gmina miejsko-wiejska) gehören neben der Stadt Bychawa folgende 36 Ortschaften mit einem Schulzenamt:
Bychawka Druga
Bychawka Druga-Kolonia
Bychawka Pierwsza
Bychawka Trzecia
Bychawka Trzecia-Kolonia
Gałęzów
Gałęzów-Kolonia Druga
Gałęzów-Kolonia Pierwsza
Grodzany
Józwów
Kosarzew Dolny-Kolonia
Kowersk
Leśniczówka
Łęczyca
Marysin
Olszowiec
Olszowiec-Kolonia
Osowa
Osowa-Kolonia
Podzamcze
Romanów
Skawinek
Stara Wieś Druga
Stara Wieś Pierwsza
Stara Wieś Trzecia
Urszulin
Wandzin
Wincentówek
Wola Duża
Wola Duża-Kolonia
Wola Gałęzowska
Wola Gałęzowska-Kolonia
Zadębie
Zaraszów
Zaraszów-Kolonia
Zdrapy
Weitere Orte der Gemeinde sind Kąty, Kolonia Ośniak, Władysławów und Wólka Osowska.